# 신카마가야역
신카마가야역(일본어: 新鎌ヶ谷駅)은 일본 지바현 가마가야시에 있는 철도역이다.

## 타는 곳

### 호쿠소 철도
| 1·2 | ●HS 호쿠소 선 | 히가시마쓰도·게이세이다카사고 방면 게이세이 선 아오토·오시아게 방면 ○ 도영 지하철 아사쿠사 선 아사쿠사·니혼바시·센가쿠지·니시마고메 방면 게이힌 급행 전철 시나가와·하네다 공항·요코하마·게이큐 구리하마·미사키구치 방면 |
| 3·4 | ●HS 호쿠소 선 | 니시시로이·인자이마키노하라·인바 니혼 의대 방면 |

### 신케이세이 전철
| 1 | ●SL 신케이세이 선 | 기타나라시노·신쓰다누마·게이세이쓰다누마 방면 ●KS 게이세이 전철 지바 선 지바추오 방면 |
| 2 | ●SL 신케이세이 선 | 야바시라·마쓰도 방면                                                                  |

### 도부 철도
| 1 | ■TD 노다 선 (어번 파크 라인) | 가시와·가스카베·오미야 방면 |
| 2 | ■TD 노다 선 (어번 파크 라인) | 가마가야·후나바시 방면      |

## 역세권 정보
- 가마가야 시청

## 역사
- 1991년 3월 31일: 호쿠소 철도 역 영업 개시.
- 1992년 7월 8일: 신케이세이 전철 역 영업 개시.
- 1999년 11월 25일: 도부 철도 역 영업 개시.

## 사진

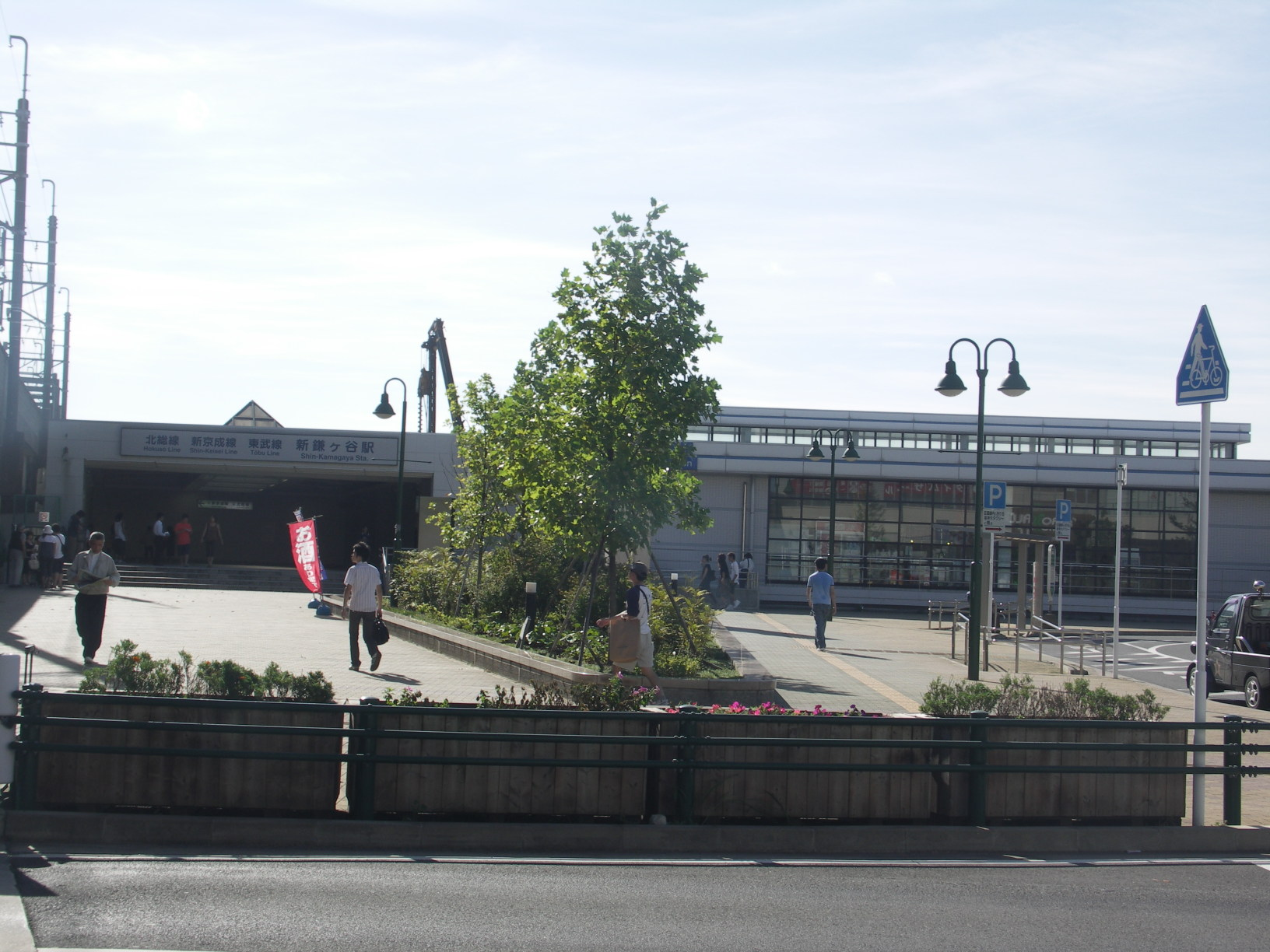
북쪽 출입구 모습
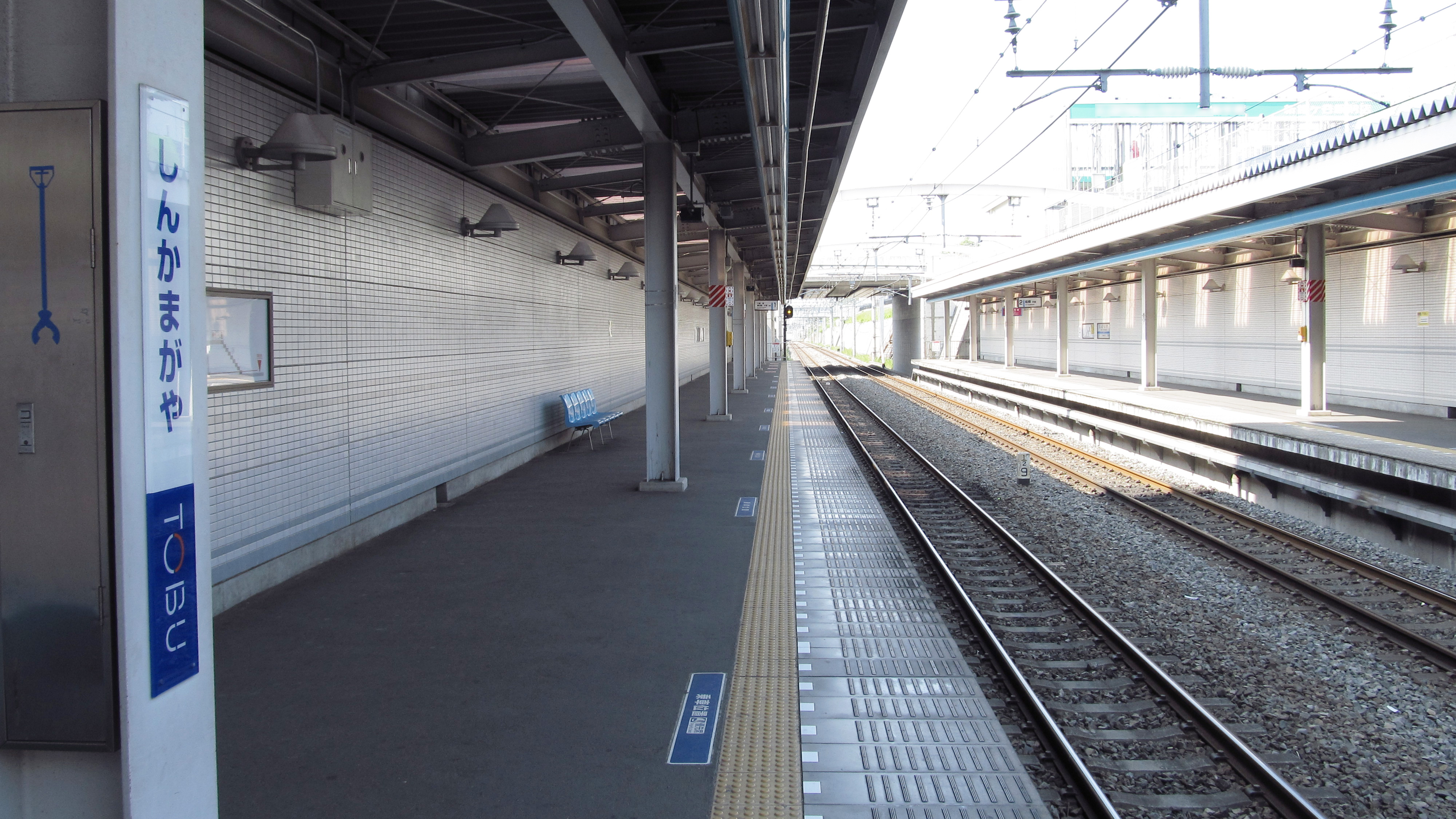
노다 선의 승강장 모습(2013년 5월 23일)
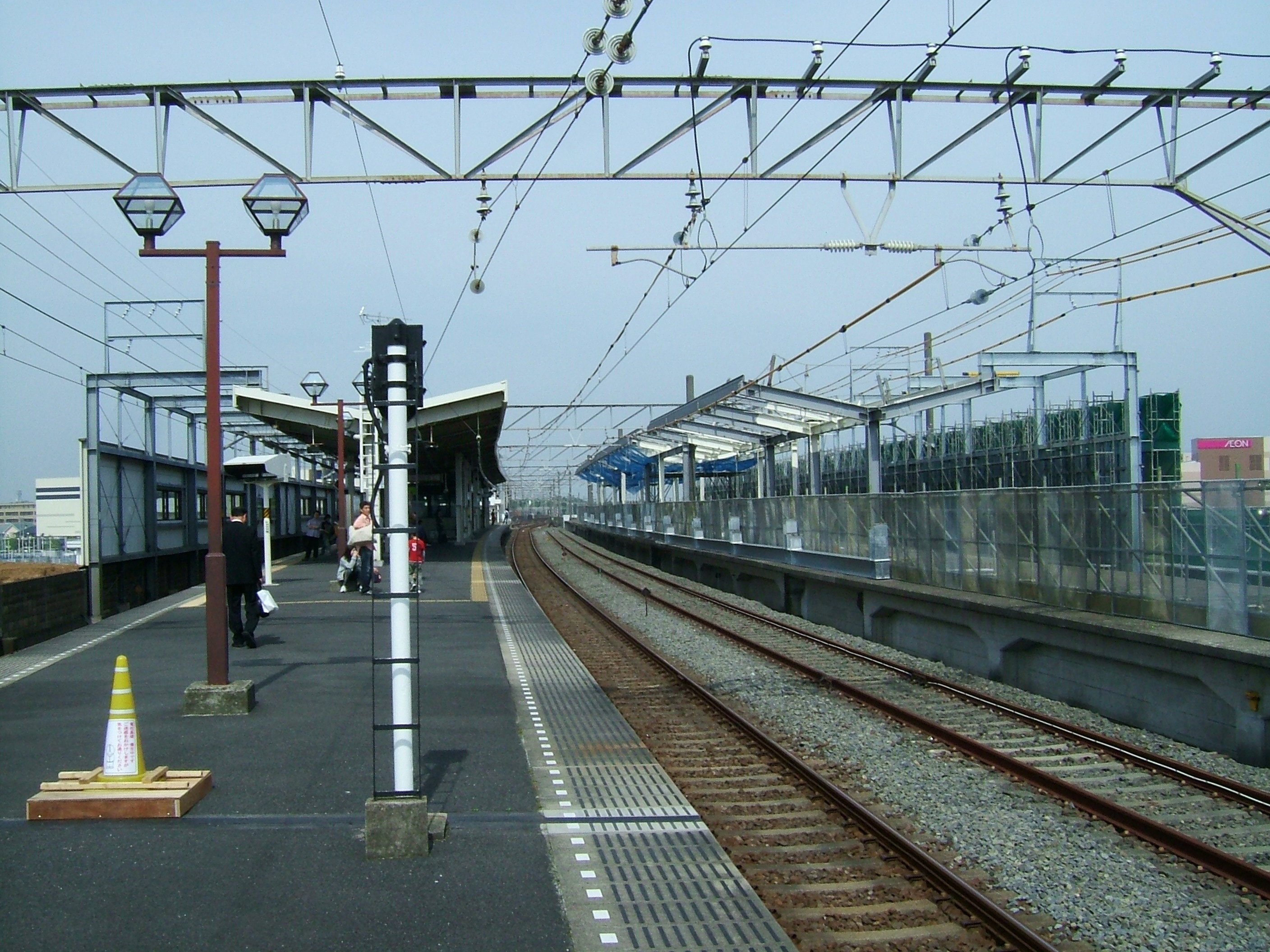
2007년 5월 5일에 촬영한 호쿠소 선의 승강장 모습

## 인접역
| 게이세이 전철 나리타 공항선 · 호쿠소 철도 호쿠소 선      | 게이세이 전철 나리타 공항선 · 호쿠소 철도 호쿠소 선 | 게이세이 전철 나리타 공항선 · 호쿠소 철도 호쿠소 선 |
| -------------------------------------------------------- | --------------------------------------------------- | --------------------------------------------------- |
| HS05 히가시마쓰도 우에노, 오시아게, 하네다 국제공항 방면 | ●악세스 특급・에어포트 쾌특                         | HS12 지바 뉴타운 중앙 나리타 공항 방면              |
| HS05 히가시마쓰도 니시마고메 · 하네다 국제공항 방면      | ● 특급 ● 급행                                       | HS09 니시시로이 인바니혼이다이 방면                 |
| HS07 오마치 니시마고메 · 하네다 국제공항 방면            | ● 보통                                              | HS09 니시시로이 인바니혼이다이 방면                 |
| 신케이세이 전철 신케이세이 선                            |                                                     |                                                     |
| SL10 기타하쓰토미 마쓰도 방면                            | 보통                                                | SL12 하쓰토미 게이세이쓰다누마 · 지바추오 방면      |
| 도부 철도 노다 선 (어번 파크 라인)                       |                                                     |                                                     |
| TD-29 무쓰미 가시와 방면                                 | ● 급행 · ● 보통                                     | TD-31 가마가야 후나바시 방면                        |

※ 호쿠소 선 특급은 평일 아침 상행, 저녁 하행만 운행하고, 호쿠소 선 급행은 평일 저녁 하행만을 운행한다.